# Ramil Szejdajew
Ramil Szejdajew (ur. 15 marca 1996 w Petersburgu) – azerbejdżański piłkarz grający w roli napastnika, reprezentant kraju.

## Życiorys
Ramil urodził się w Petersburgu, w Rosji. Jego ojciec był Azerem, a matka Rosjanką.

### Kariera piłkarska
Zadebiutował w Priemier-Lidze dla Zenita Petersburg w meczu z Mordowią Sarańsk, 26 października 2014.
5 lipca 2016 opuścił Zenit.
12 lipca 2016 podpisał czteroletni kontrakt z tureckim Trabzonsporem. Zadebiutował w Süper Lig w wygranym 1–0 meczu z Kayserisporem, 5 grudnia 2016. Jak się okazało, był to jedyny mecz Szejdajewa w lidze tureckiej.
11 lutego 2017 został wypożyczony do słowackiego klubu MŠK Žilina. 26 lutego 2017 zadebiutował w Žilinie w wygranym 4–1 meczu ze Zlaté Moravce, w którym zagrał całe 90 minut. Pierwszą bramkę dla Žiliny strzelił w wygranym 3–0 meczu Słowackiej Super Ligi z Tatranem Prešov. Ramil zagrał także w pięciu meczach dla Žiliny B (drużyny rezerw) i ustrzelił pięć bramek w II Lidze Słowacji.
Szejdajew zadebiutował w europejskich pucharach w 2017 roku, w meczu przeciwko FC København w drugiej rundzie kwalifikacyjnej Ligi Mistrzów UEFA.
31 sierpnia 2017 Qarabağ Ağdam ogłosił roczne wypożyczenie Szejdajewa. Zadebiutował on w Azərbaycan Premyer Liqası w wygranym 2–0 meczu z Kapazem, 17 września 2017.
17 sierpnia 2018 Szejdajew podpisał roczny kontrakt z Kryljami Sowietow Samara. Zadebiutował w nowym klubie w meczu z Lokomotiwem Moskwa, wchodząc z ławki rezerwowych. W wiosennej części sezonu zdobywał gole w 3 meczach z rzędu, w tym w dniu swoich 23. urodzin grając przeciwko Anży Machaczkała.
2 lipca 2019 roku podpisał roczny kontrakt z Dinamo Moskwa.